# Partido Nacional-Socialista Catalán
El Partido Nacional-Socialista Catalán fue un pequeño partido  político fascista español que existió entre 1978 y 1980.
El PNSC nació en 1978 impulsado por el grupo neonazi CEDADE. Nació en un contexto en que, coincidiendo con la restauración de la autonomía de Cataluña, CEDADE procedió a «catalanizar» su discurso y su organización. El PNSC, que no pasó de ser un grupúsculo alegal, estaba bajo la dirección del pintor Josep Anton Martí Teixidor, de carácter beligerante y provocador centrado en la defensa del arte figurativo frente la abstracción. Según su propio testimonio, se acerca a CEDADE tras recorrer todo el espectro político, abandonando también este espacio político poco tiempo después de la fundación del Partido. Él define la fundación del PNSC como "un acto de provocación y toque de atención a la clase política y cultural catalana ante la situación de degradación de las artes y la cultura a causa de la modernidad, y poner de manifiesto la tibieza de los partidos catalanes oficiales ante la agresividad del Estado español". Según Xavier Casals, el PNSC mantuvo un falso domicilio social en Dublín a través del cual captó nuevos socios.
Prolongó sus actividades al menos hasta 1980.